# Cupola

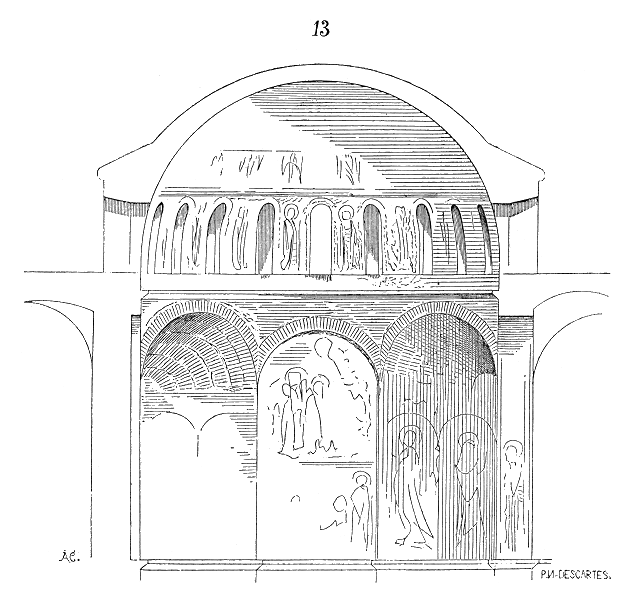
Sezione di una cupola (chiesa di San Nicodemo ad Atene)

La cupola è una volta a calotta con perfetta simmetria centrale, con base poligonale, circolare o ellittica e profilo a semicerchio, a parabola oppure ovoidale. Il significato di cupola a volte è esteso anche a qualsiasi tipo di volta, che sia a vela, a spicchi concavi o convessi, specie quando l'elemento abbia importanza preminente nell'architettura dell'edificio.

## Descrizione
In caso di cupola poligonale si dice che è costituita da fusi, ciascuno dei quali corrispondenti a un lato della base. 
Una cupola in architettura è edificata con conci trapezoidali detti "cunei", i cui giunti (i sottili interspazi tra pietra e pietra o mattone e mattone) sono orientati verso un unico centro. È possibile costruire una cupola anche in materiale laterizio, anche senza ricorrere a speciali mattoni trapezoidali, tramite il ricorso a malta.
La cupola, in geometria, fa parte in generale della famiglia delle quadriche. In particolare si tratta di superfici che hanno sia per direttrici sia per generatrici delle coniche non degeneri. Nei casi più frequenti di coperture a volte, la cupola viene ottenuta dal movimento rotatorio, sia circolare, sia ellittico, di un arco di conica delta intorno ad una retta verticale, detta asse di rotazione, in cui l'asse e la curva siano tra loro complanari.

## Storia

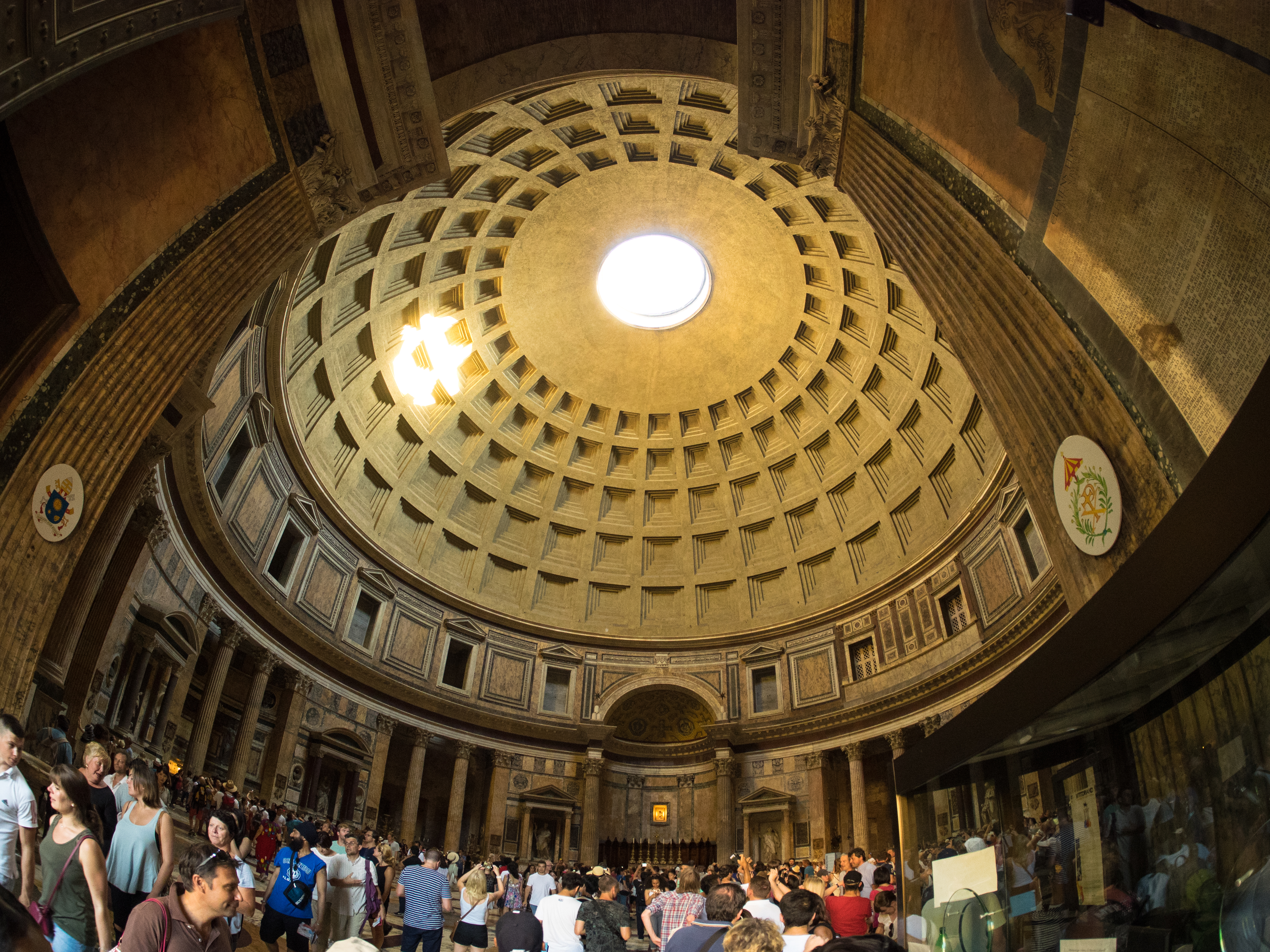
Cupola del Pantheon di Roma

### Origini ed evo antico
Cupole improprie in vari materiali vengono costruite sin dagli albori della civiltà: si pensi per esempio alle copertura tradizionali, ancora oggi in uso, delle iurte dell'Asia centrale, degli iglù eschimesi o dei trulli pugliesi. Dopo il passaggio a abitazioni a pianta rettangolare, questo tipo di copertura venne in genere destinato alla sola architettura funeraria (si pensi alle tombe a thòlos).
La scoperta della cupola, come quella dell'arco, è stata per lungo tempo attribuita ai Romani; oggi tuttavia esistono diverse teorie, alcune delle quali ne attribuiscono la nascita alle popolazioni mesopotamiche. La vera cupola non era utilizzata dai Greci, forse per ragioni di conoscenze costruttive o per canoni estetici; i Micenei usavano invece la pseudo-cupola a tholos, che sfrutta i pesi come nel sistema trilitico).
Tra i Romani, questo elemento architettonico, grande novità del Tardo impero, ebbe grande prestigio e fu portatore di significati e suggestioni legati al concetto di centralità del potere. Avevano una cupola, per esempio, i più grandi complessi termali o i palazzi come la Domus Aurea. Una delle più belle cupole costruite dai romani, pervenuta integra ai tempi nostri, è quella del Pantheon. Considerando solamente le cupole vere e proprie, cioè strutture spingenti in grado di resistere fondamentalmente alla sola compressione, l'ampiezza della cupola del Pantheon, con un diametro interno di 43,44 m, risulta ad oggi insuperata. Essa venne realizzata attraverso un unico getto in calcestruzzo sopra ad una colossale centina in legno. Lo spessore della calotta diminuisce progressivamente avvicinandosi alla sommità e con esso anche il peso del calcestruzzo, mescolato a materiali via via più leggeri. Al centro si apre il celebre oculo, un'apertura circolare di 9 m di diametro, dalla quale si irradia internamente la luce. L'enorme spinta laterale generata da una simile struttura viene in parte contrastata dal consistente rinfianco di cui è dotata la cupola (se osservata dall'esterno essa appare fortemente schiacciata). Le pareti di appoggio tendono così ad essere stabilizzate dalla grande spinta verticale e, grazie inoltre al loro spessore di oltre 6 m, forniscono da secoli un sicuro sostegno per l'immensa copertura. Le cupole romane (e le derivazioni paleocristiane) erano tutte impostate su un cilindro, un prisma ottagonale o decagonale.

### Bizantini

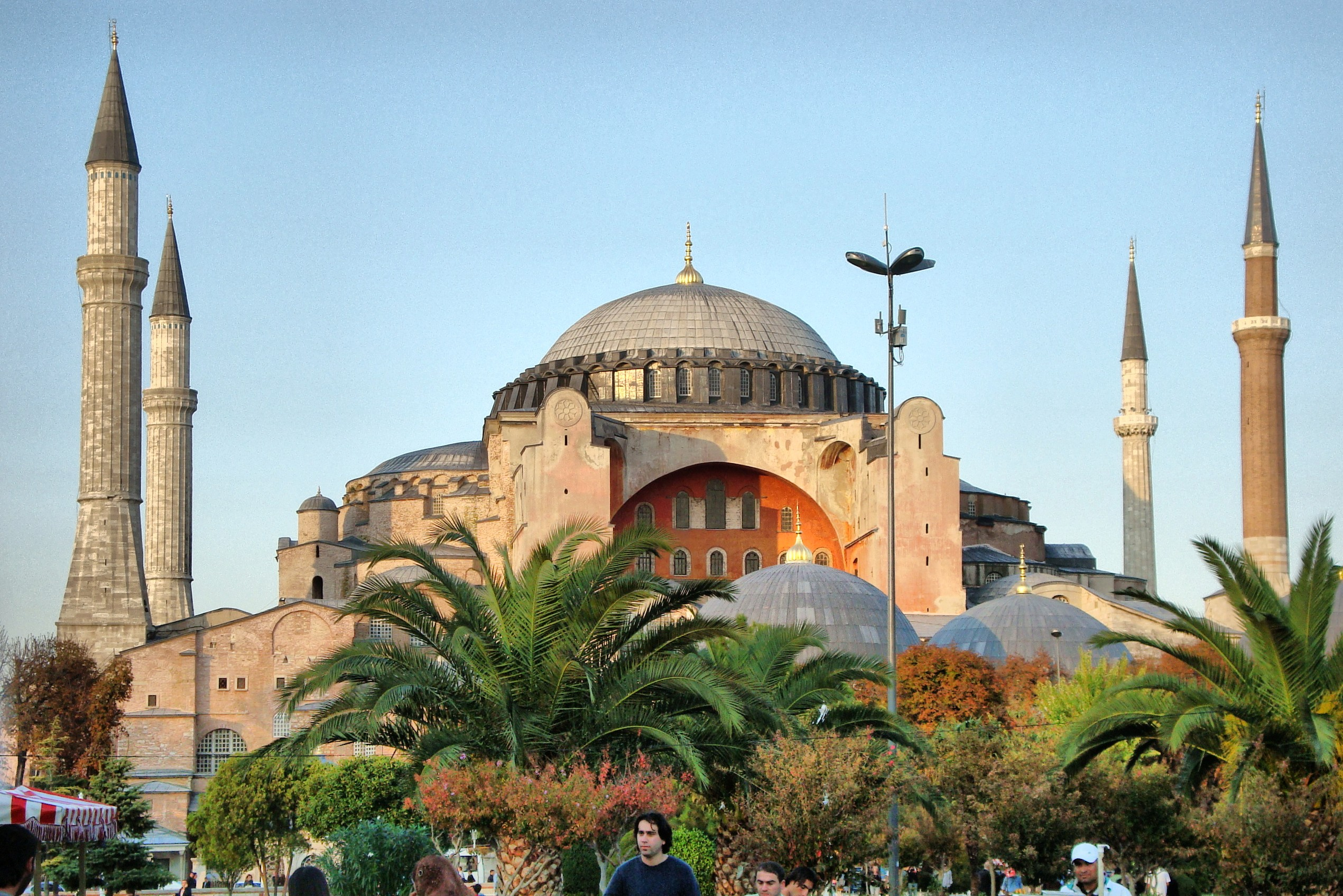
Santa Sofia, Istanbul

Nell'Impero bizantino, dove le capacità tecniche romane non erano state perse ma anzi ampliate, si iniziò a imporre una nuova concezione della spazio centrale, arrivando a impostare una cupola su un cubo: nacque così la volta a vela e poi la cupola con pennacchi di raccordo. Nel VI secolo venne costruito a Costantinopoli un capolavoro dell'architettura di tutti i tempi: la basilica della Santa Sofia, edificata a partire da un'enorme cupola che inondava di un senso di spazio chi varcava la soglia della basilica e simboleggiava perfettamente l'universalità della politica dell'imperatore Giustiniano. La cupola, dopo la conquista ottomana del 1453, fece da modello per secoli a numerose moschee cupolate.
Anche gli arabi costruirono maestose cupole, tra le quali la più famosa è la Cupola della Roccia a Gerusalemme, leggermente rialzata.

### Medioevo

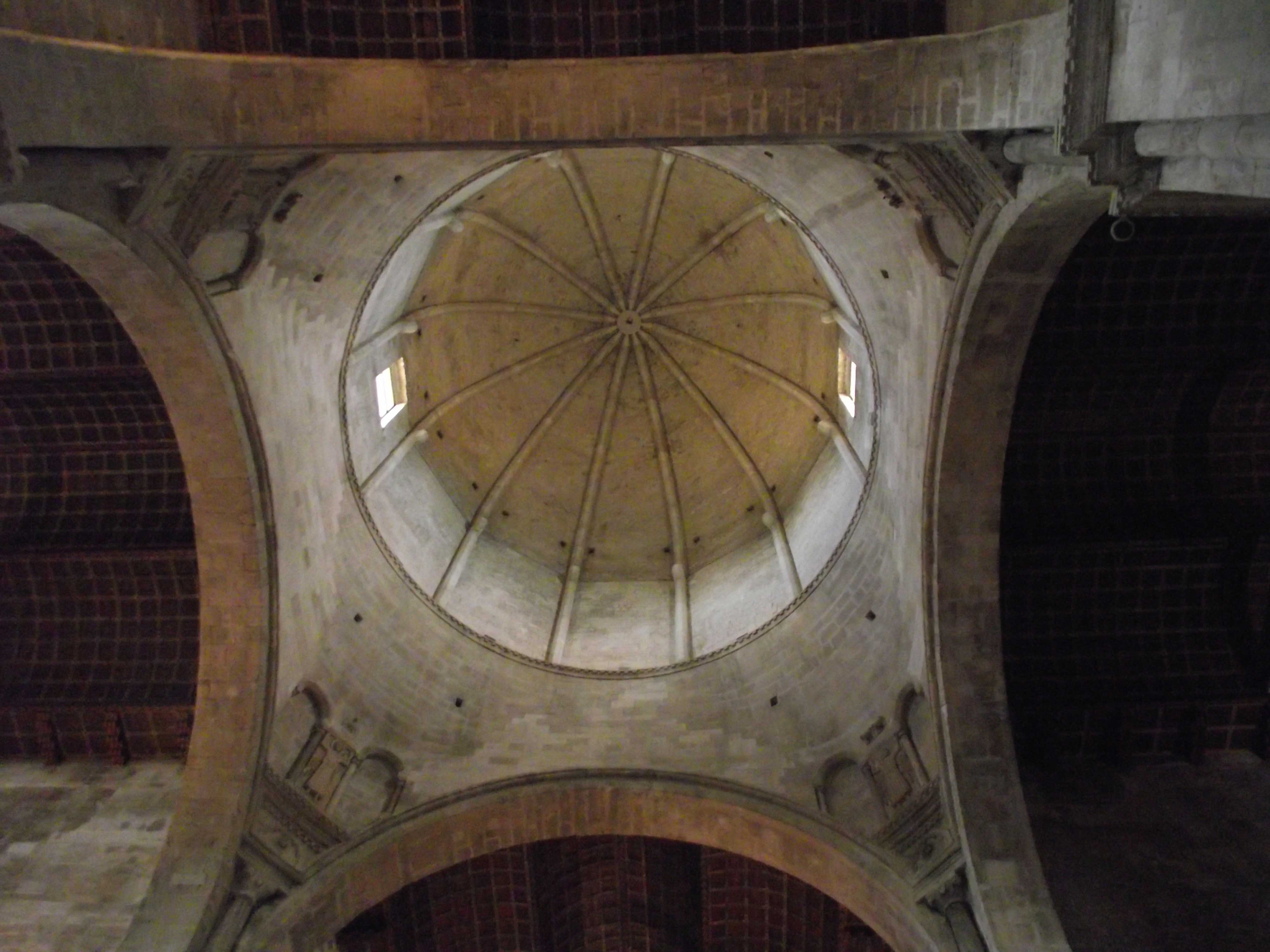
Cupola del Duomo di San Ciriaco, Ancona

Nell'Europa Occidentale medievale si perse gradualmente la capacità di edificare grandi cupole, poiché era sempre necessaria un'impalcatura per la loro costruzione (la centina), ma era di fatto impossibile costruire impalcature lignee molto alte e resistenti al peso di una cupola molto grande finché questa non venisse chiusa con la chiave.
Nonostante ciò si continuarono a costruire cupole di dimensioni piccole e medie, in particolare negli edifici più prestigiosi: cappelle palatine e cattedrali. Durante il periodo delle crociate si ricostruì la basilica del Santo Sepolcro, distrutta durante gli scontro con i musulmani, realizzando un'intuitiva struttura di copertura conica. Questa venne copiata in varie località europee. In Italia tra più antiche strutture del genere (VIII secolo?-X secolo?) si trovano a Catania (Cappella Bonajuto), a Malvagna (Cuba di Malvagna), a Castiglione di Sicilia (Cuba di Santa Domenica), mentre per il secolo XI si possono citare le introduzioni in Europa, specialmente in Sicilia e Spagna, delle coperture a cupola di tipo islamica (San Giovanni degli Eremiti, Cubula, Santissima Trinità di Delia, la Chiesa dei Santi Pietro e Paolo d'Agrò etc) o di tipo romanico, come quella del Battistero di Pisa (città che aveva avuto un ruolo chiave nella prima crociata), e quella della chiesa dei Templari, sempre a Pisa, dove la citazione del Santo Sepolcro si affianca a quella della moschea di Omar. Del resto entrambe le costruzioni coniche pisane sono opera dello stesso architetto, Diotisalvi. Un'altra cupola, molto più grande con ben 26 metri di diametro, viene eretta a copertura del Battistero di Firenze, facendo uso di tecniche innovative.
Una nuova serie di cupole vennero realizzate a partire dal XIII secolo dove quest'elemento architettonico è posto a coronamento di una chiesa, e non di un battistero. Esempi notevoli sono quella dodecagonale del Duomo di Ancona, attribuita a Margaritone d'Arezzo (1270), insieme alle venete Basilica di Sant'Antonio da Padova e Basilica di San Marco a Venezia. 
Il grande risveglio Comunale dopo l'anno Mille, diffuse rapidamente queste tecniche e tornarono ad essere costruiti edifici con soffitti a volta e con cupole. Da allora, le principali costruzioni dotate di cupola, se pur costruite con le navate basilicali, presero la denominazione di "domo", e duomo divenne così il sinonimo di cupola (in inglese e in francese le cupole si chiamano "dôme").

### Il Duomo di Firenze

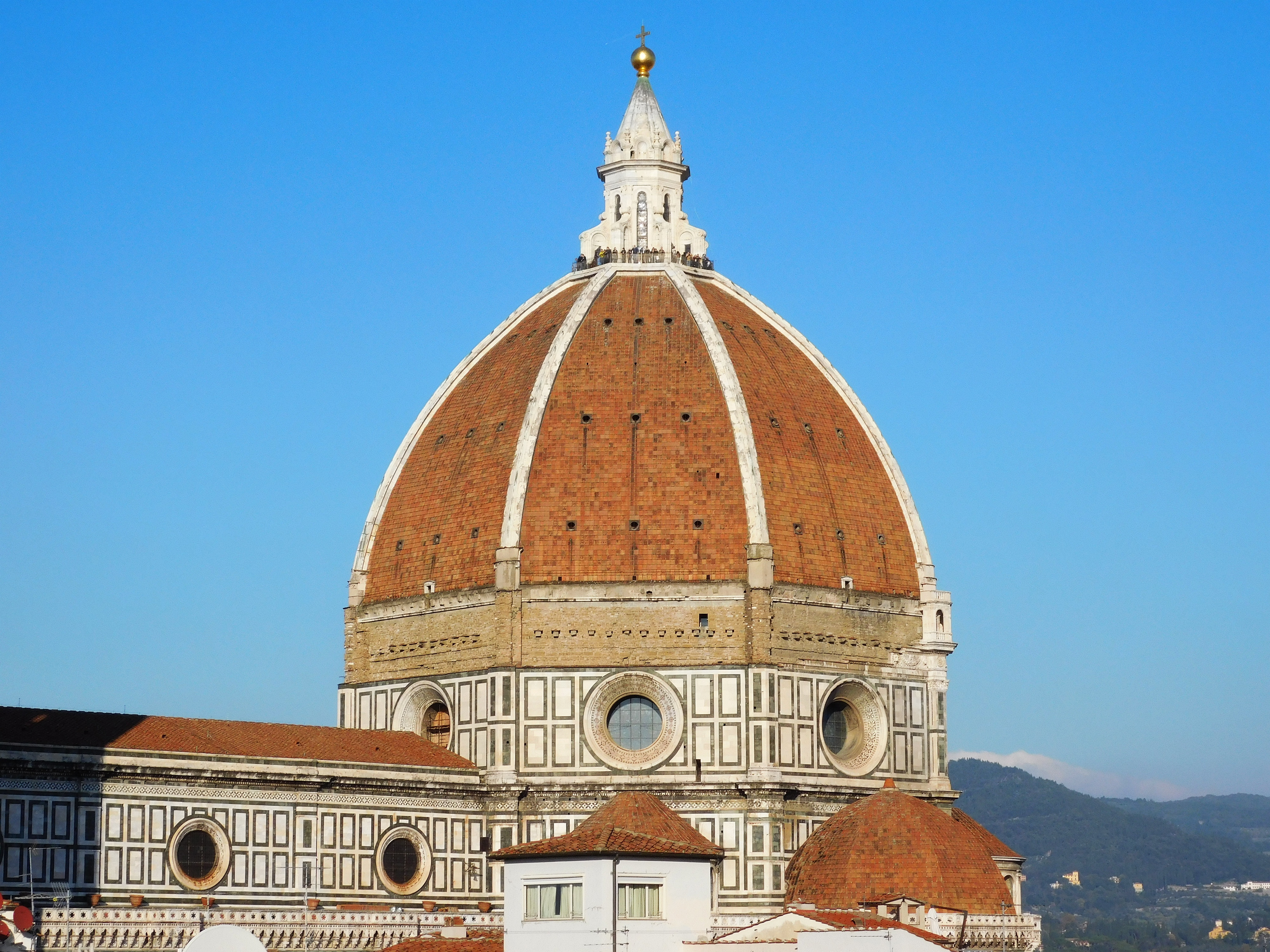
La Cupola del Brunelleschi di Firenze

In una gara a creare edifici sempre più grandi, alti e maestosi, a Firenze si iniziò a costruire la Cattedrale di Santa Maria del Fiore, prevedendo, pare fin dall'inizio, una grande cupola a coronamento delle absidi. Quando l'architetto Francesco Talenti nel XIV secolo ingrandì la pianta della cattedrale, nessuno sapeva come costruire quella che sarebbe dovuta essere la più grande cupola mai progettata fino ad allora. Fu Filippo Brunelleschi, nella prima metà del XV secolo, a studiare l'architettura romana ed a reinventare una soluzione per non ricorrere all'impalcatura interna, che fu la creazione di due cupole (gusci) una dentro l'altra che si sostenevano a vicenda, grazie a una struttura di costoloni a vista. Venne costruita fra il 1420 e il 1436 e le dimensioni del diametro della cupola di Brunelleschi, con i suoi 45,5 metri (altezza di 116,5 m)) non sono mai più state superate da una cupola in muratura tradizionale; la prima cupola a superarla in dimensioni è la copertura del Reliant Astrodome a Houston (diametro 216,40 m - altezza 63,40 m sul piano di calpestio interrato), inaugurata nel 1965.

### Rinascimento

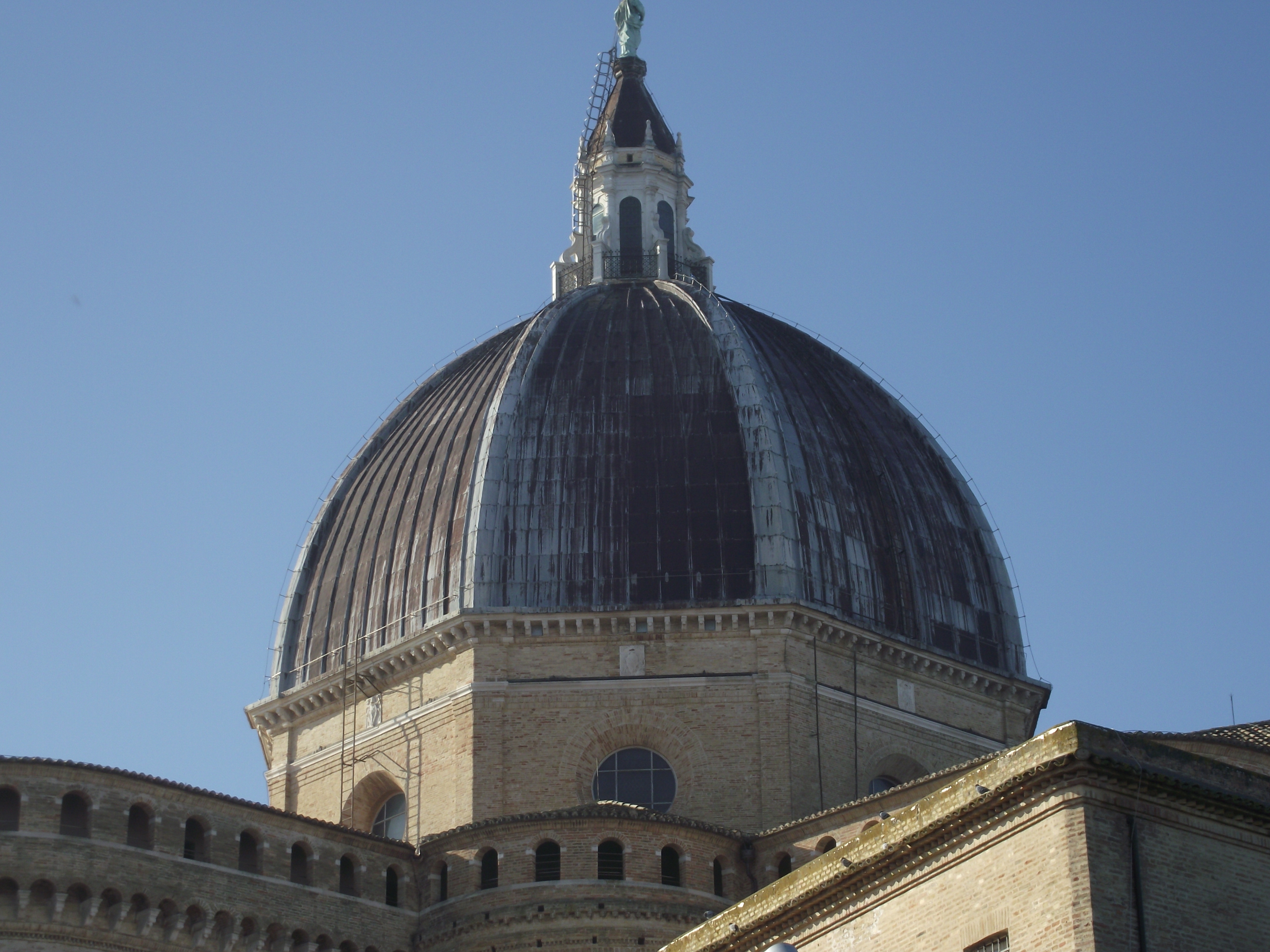
La cupola del Santuario di Loreto

Dopo la costruzione della cupola di Firenze, una delle prime cupole di grandi dimensioni realizzate nel Rinascimento è quella della Basilica della Santa Casa a Loreto, eretta su progetto di Giuliano da Maiano e compiuto nella calotta da Giuliano da Sangallo. Voltata in soli nove mesi, dal settembre 1499 "alle ore XV del 23 maggio" del 1500, come l'architetto annota nel suo diario, misura un diametro di 22 metri. 
All'inizio del XVI secolo Donato Bramante realizza il progetto per la costruzione del Tempio di Santa Maria della Consolazione a Todi, tutta incentrata sulla cupola alta 72 metri. Realizzata da altri architetti fra il 1508 e il 1565, anticipa già le cupole barocche.

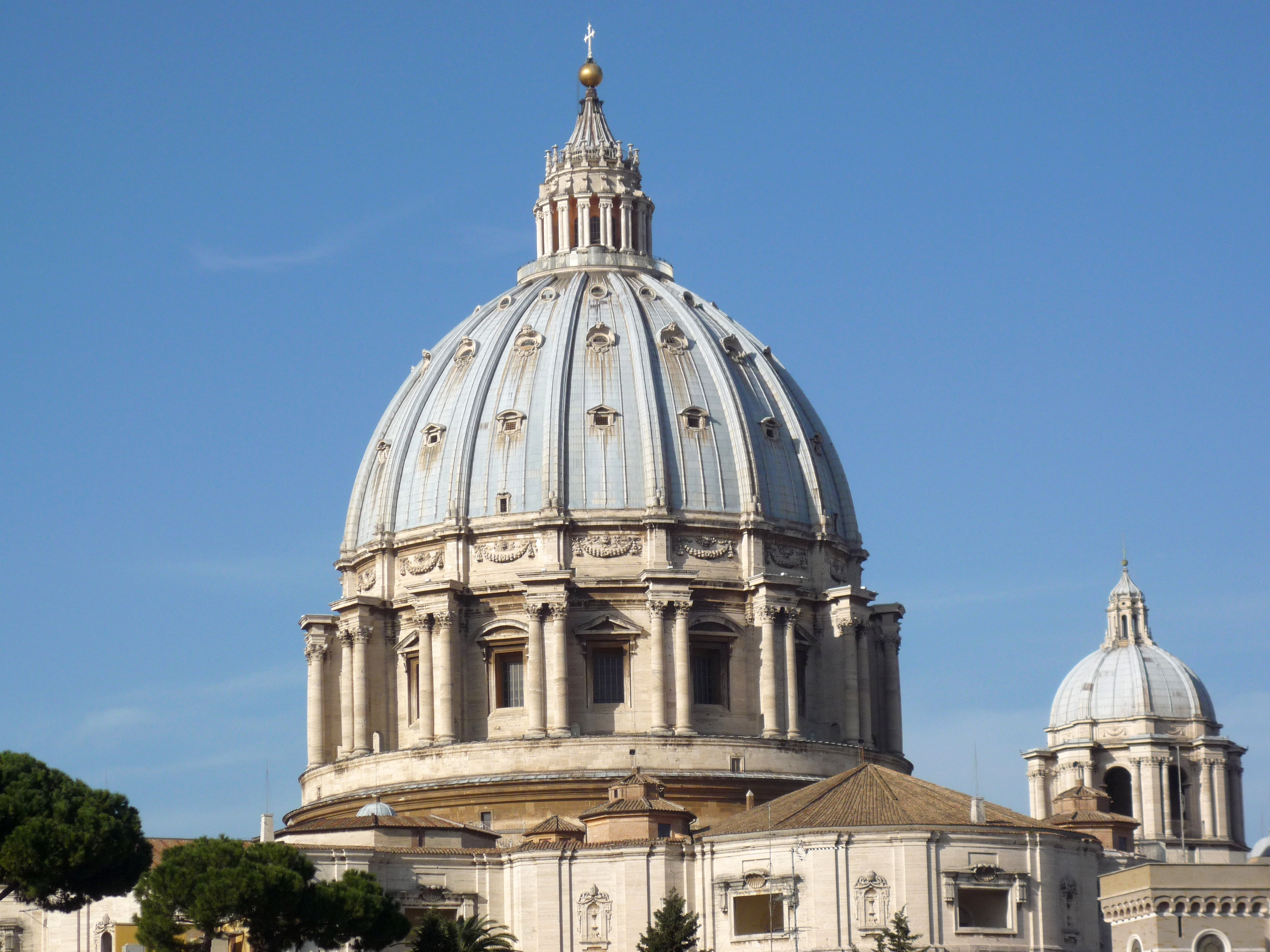
Cupola di San Pietro

La cupola fiorentina fu l'ispirazione diretta anche per Michelangelo quando disegnò la cupola per la Basilica di San Pietro in Vaticano, il più importante progetto del tardo Rinascimento. Fra il 1549 e il 1593 fu creata questa maestosa cupola circolare dal diametro di 42,56 metri e dall'altezza di 136,50 metri che domina la città di Roma e, simbolicamente, tutta la cristianità. I robusti costoloni scomponevano il peso della cupola dando maggior controllo delle forme e dei volumi sia del guscio interno che di quello esterno. All'esterno la cupola è leggermente rialzata, con i costoloni di andamento vagamente iperbolico che evidenziano le linee di ascensione del volume architettonico. Per evitare dissesti strutturali, alla base della struttura furono collocate delle catene di ferro in modo da assorbire le spinte laterali; tuttavia nei secoli successivi, a causa del formarsi di pericolose lesioni lungo le murature, una commissione tecnica decise di aggiungere ulteriori catene di rinforzo.

### Barocco
Da allora la costruzione di cupole non conobbe momenti di sosta e divenne un elemento caratterizzante dell'architettura barocca. Numerose chiese vennero fornite di cupole, nel 1608 fu la Basilica di Sant'Andrea della Valle (16 metri di diametro e 80 d'altezza e la chiesa di Sant'Ivo alla Sapienza entrambe a Roma, nel 1631-34 la Basilica di Santa Maria della Salute a Venezia (diametro 21,55 metri). Nel 1645-67 fu la volta della cupola della Chiesa del Val-de-Grâce a Parigi ed infine, nel 1681, il Dôme des Invalides, dai 26 metri di diametro e 107 d'altezza. Fra il 1726 ed il 1743 l'architetto George Bähr realizza la cupola della Frauenkirche di Dresda, alta 91 metri e con diametro di 23 metri.
Nell'architettura barocca si trovano cupole a forma di ellisse. La cupola ellittica più grande del mondo è quella del Santuario di Vicoforte (Cuneo).

### Neoclassico
Sul finire del XVII secolo Sir Christopher Wren edificò la cupola della Cattedrale di Saint Paul a Londra, dal diametro di 31 metri e un'altezza 111,5 metri, ispirata a San Pietro: di stile puramente classico nella forma, ma non nella realizzazione, ricca di innovazioni. Infatti, la cupola della cattedrale londinese si presenta internamente come una struttura tronco conica, rivestita all'esterno, mediante un sistema di travature di legno strutturale, da una calotta tradizionale.
Saint Paul a sua volta fu fonte d'ispirazione per altre due celebri cupole: la prima è quella settecentesca del Pantheon di Parigi, dai 28 metri di diametro e 82 d'altezza; mentre la seconda, fortemente influenzata dal Dôme des Invalides, risalente al XIX secolo è quella del Campidoglio di Washington, dai 29 metri di diametro e 96 d'altezza, realizzata però facendo ricorso ad una grande travatura in ghisa rivestita esternamente con elementi classici.
Nel XX secolo, tramontati i colossali progetti di Albert Speer per una cupola di 250 metri di diametro nella città di Berlino, hanno fatto la loro apparizione le cupole geodetiche, costituite da una struttura di triangolo inclinati opportunamente a formare la superficie di un'enorme semisfera, poggiante direttamente al suolo.

## Il simbolismo religioso della cupola
La cupola è simbolo del Cielo, "sfera della storia, sede dell'asse del mondo e perfetta miniatura dell'Universo, nel suo ordine e nella sua bellezza.[......] La cupola ci dice chiaramente che il Cielo si è aperto alla Terra, è sceso fino a farsi uomo, ed è ugualmente il messaggio chiaro che, grazie a questo incarnarsi / abbassarsi di Dio, è data all'uomo la possibilità di salire al Cielo, di farsi santo, di arrivare con la sua libertà alla santità". La cupola "ci parla di un Dio che si è fatto uomo; che in Gesù Cristo il cielo e la terra, Dio e l'uomo, si sono riconciliati e uniti attraverso la sua morte e resurrezione, attraverso quella nuova creazione che è la Pasqua". La cupola rappresenta dunque la volta celeste il cui centro è Cristo. Spesso la cupola o la volta sono sostenute da quattro pilastri, oppure da angeli o dai simboli degli evangelisti che con la loro predicazione hanno annunciato la "buona novella" della salvezza a tutto il mondo (ad esempio la cupola della Basilica di San Pietro in Vaticano è circondata da quattro tondi che racchiudono gli evangelisti). Il simbolismo cosmico è richiamato anche dalle volte stellate o con sfondo oro (per esempio nel Mausoleo di Galla Placidia a Ravenna), al cui centro si apre un cerchio-cielo che racchiude il Cristo o qualche simbolo cristologico. Alcune chiese cristiane presentano una cupola, simbolo della volta celeste, costruita su una struttura quadrata che simboleggia la terra. Secondo la cosmologia geocentrica antica, il quadrato rappresenta simbolicamente la terra, poiché il Sole ne fissa gli assi a partire dai punti estremi del suo corso, dividendola in quattro parti, ciascuna delle quali delimita una stagione e, nello stesso tempo, uno dei punti cardinali.

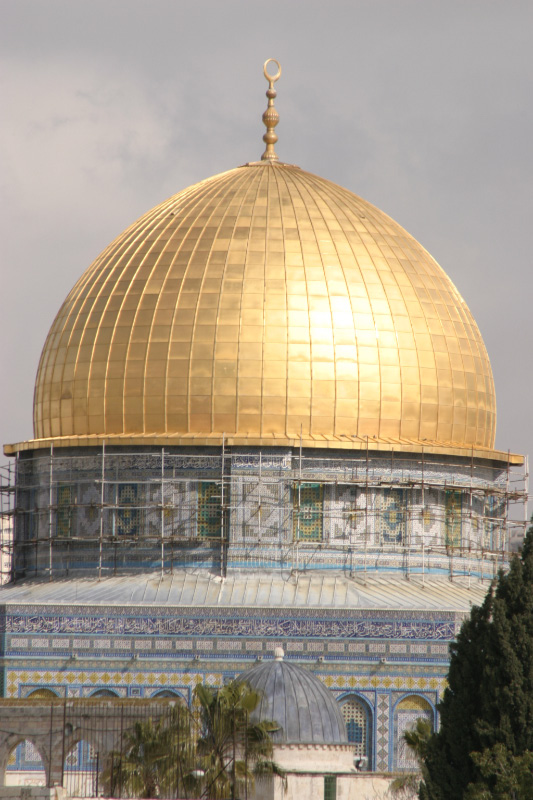
Cupola della Roccia, Gerusalemme
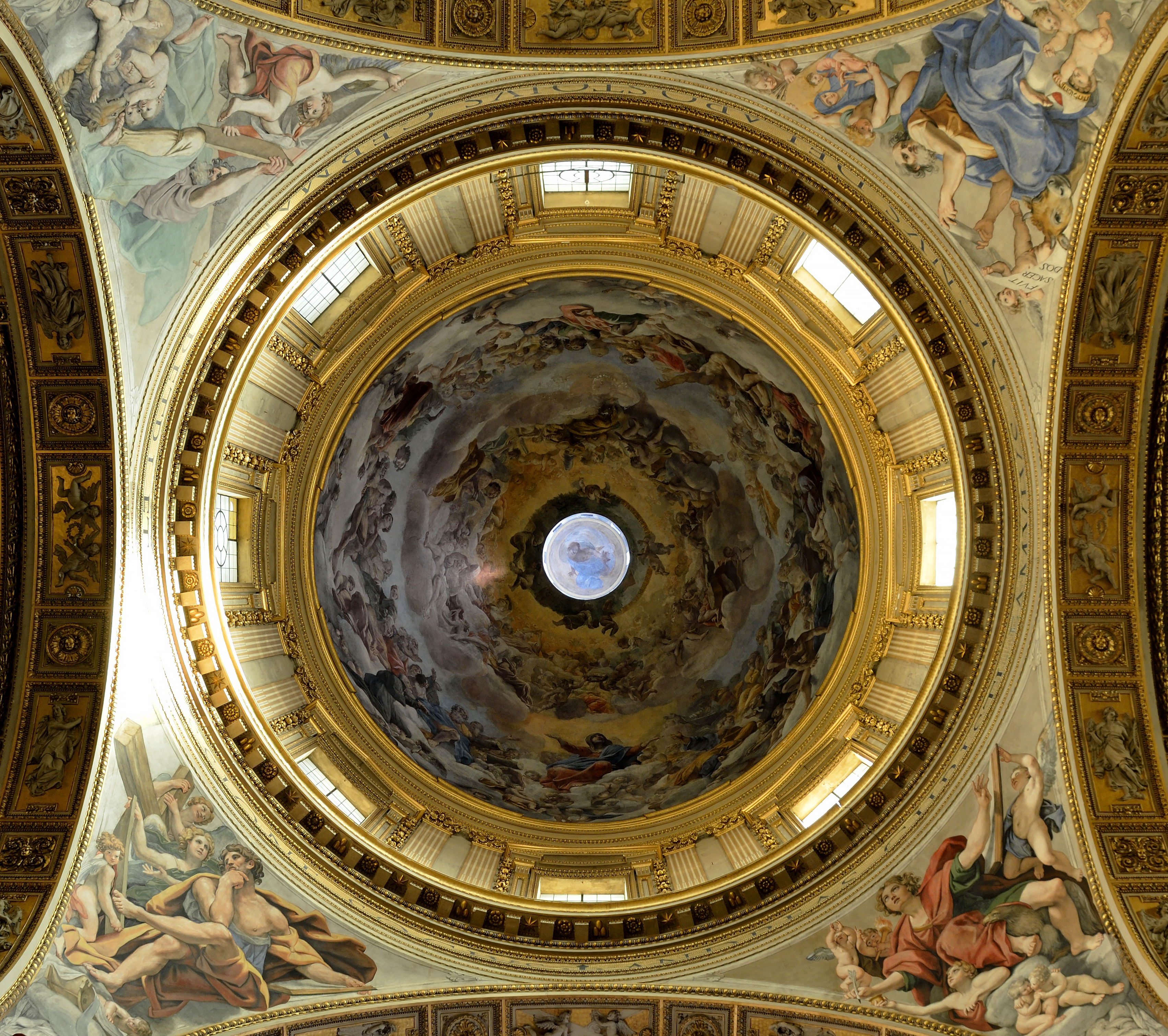
Sant'Andrea della Valle, Roma
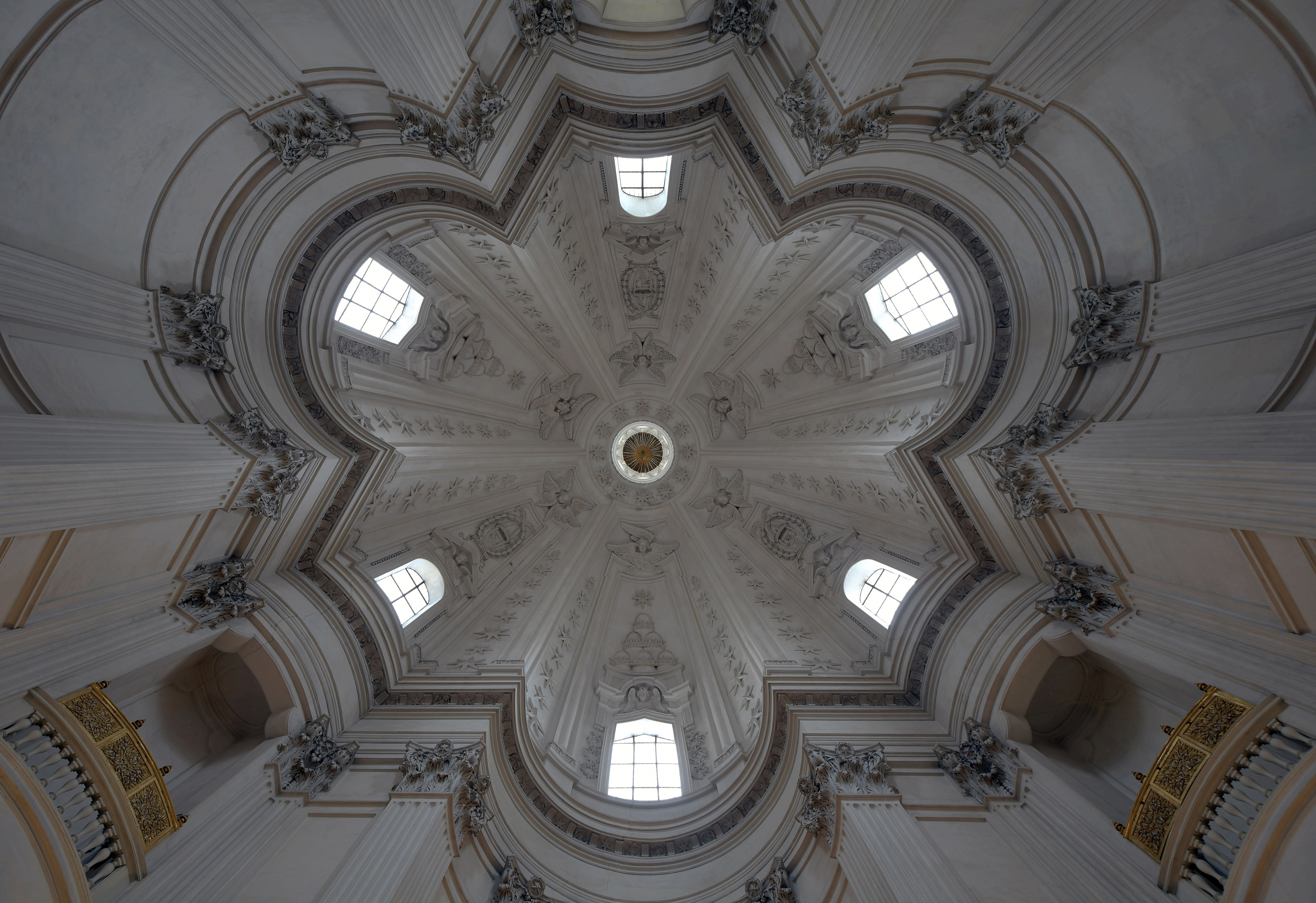
Interno della chiesa di Sant'Ivo alla Sapienza, Roma
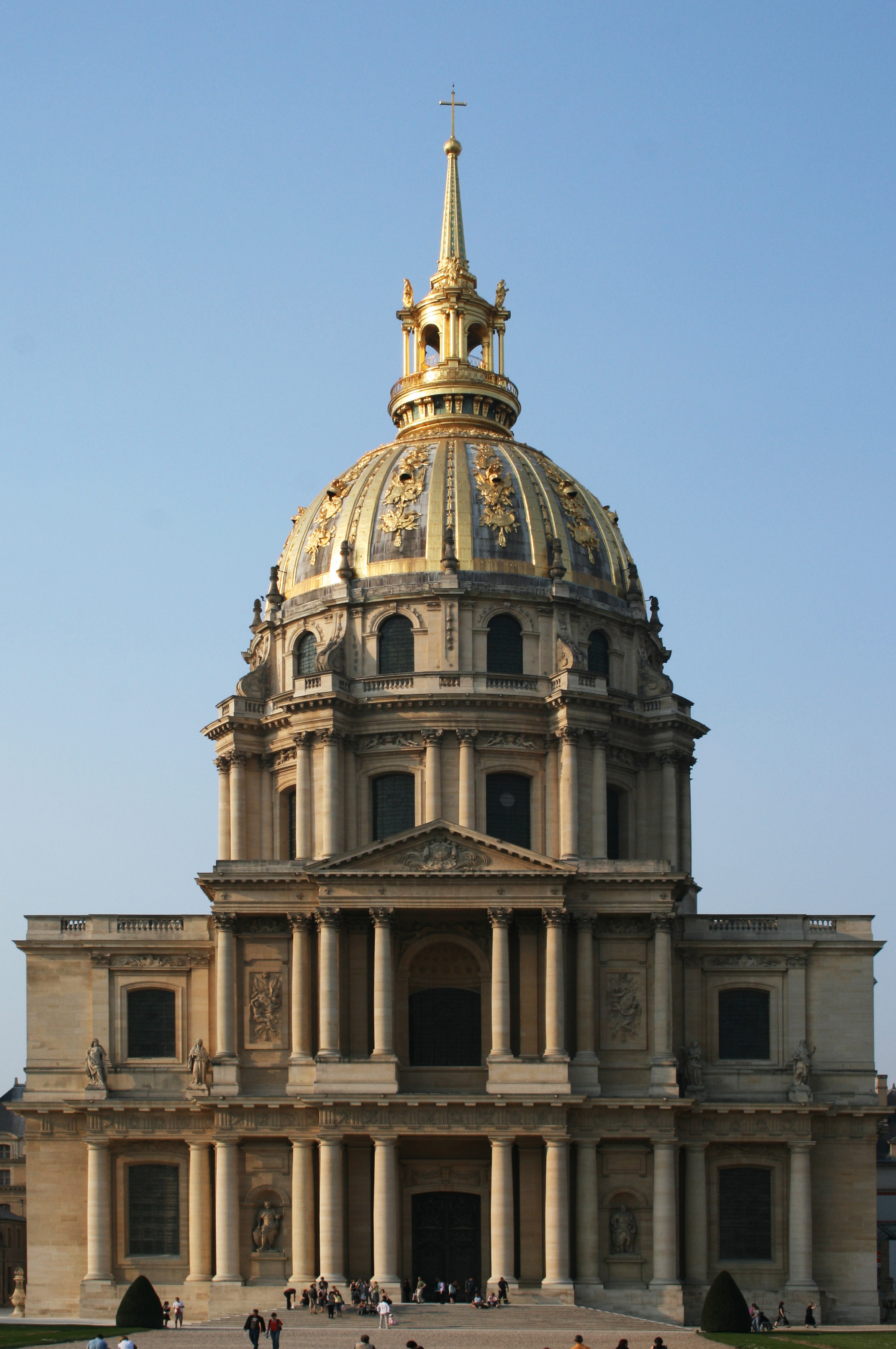
Dôme des Invalides, Parigi
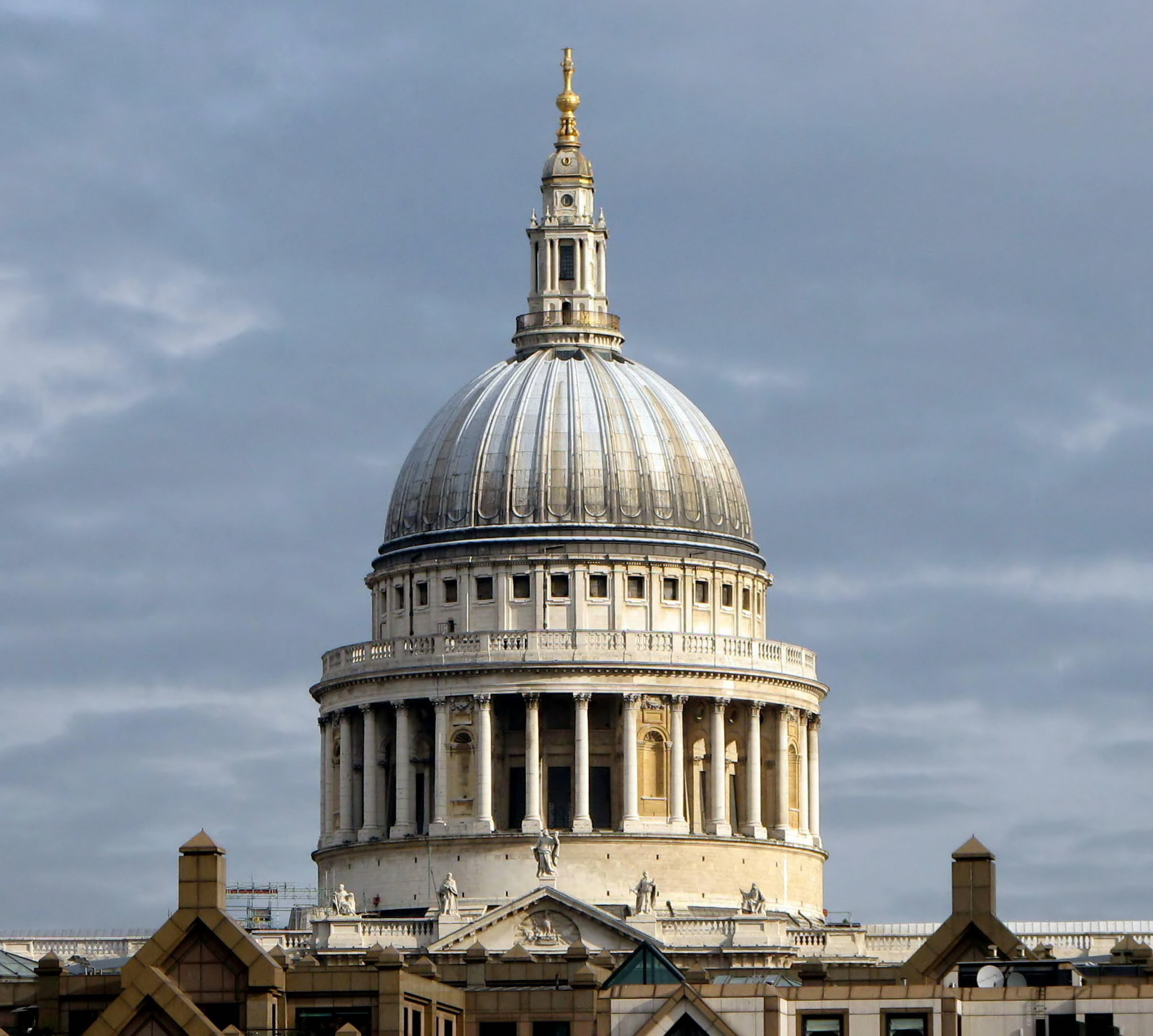
Saint Paul, Londra
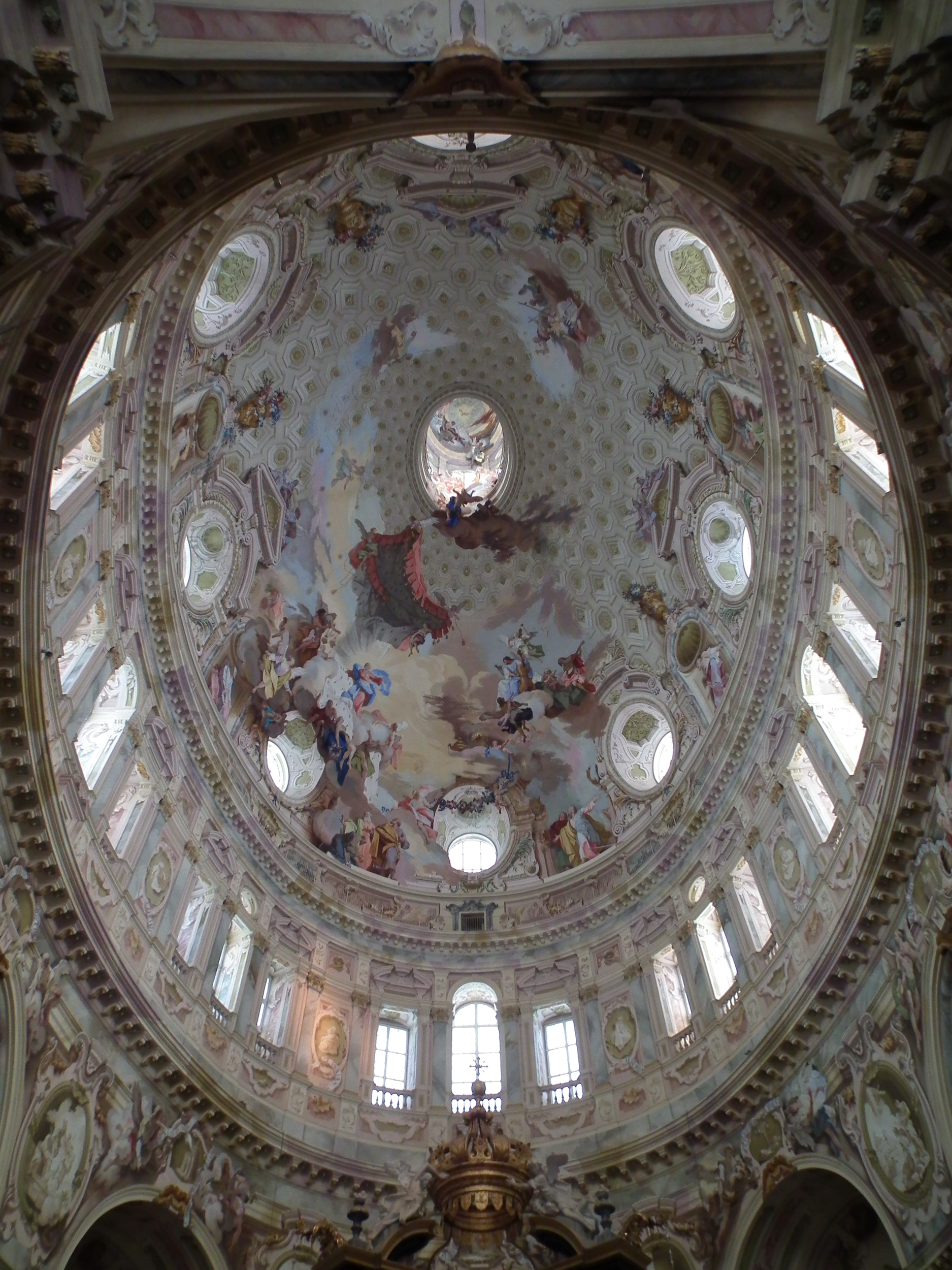
Cupola ellittica del Santuario di Vicoforte, Mondovì
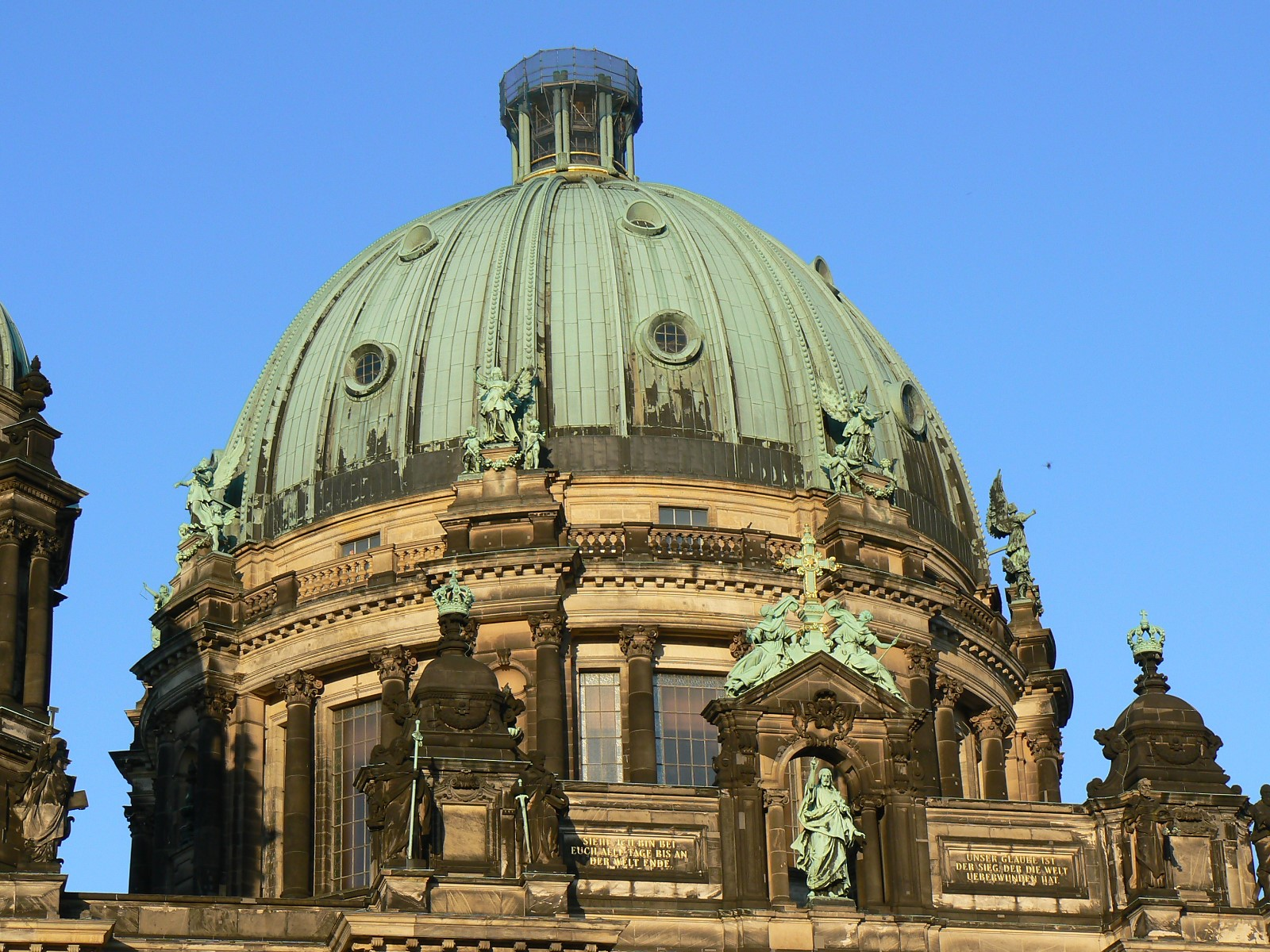
Duomo di Berlino
Le centine di ferro della Galleria Vittorio Emanuele II durante la sua costruzione
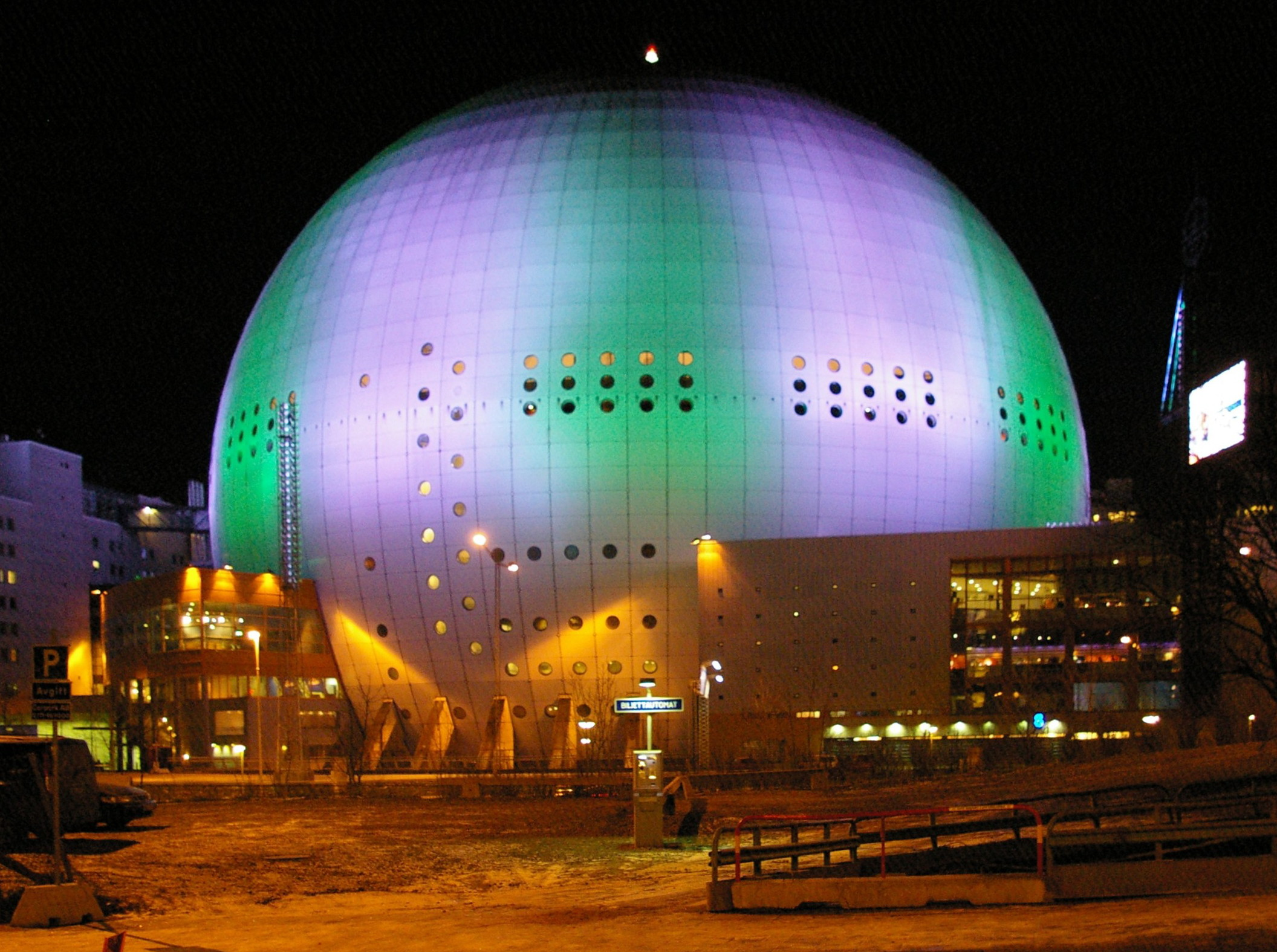
Globen, Stoccolma
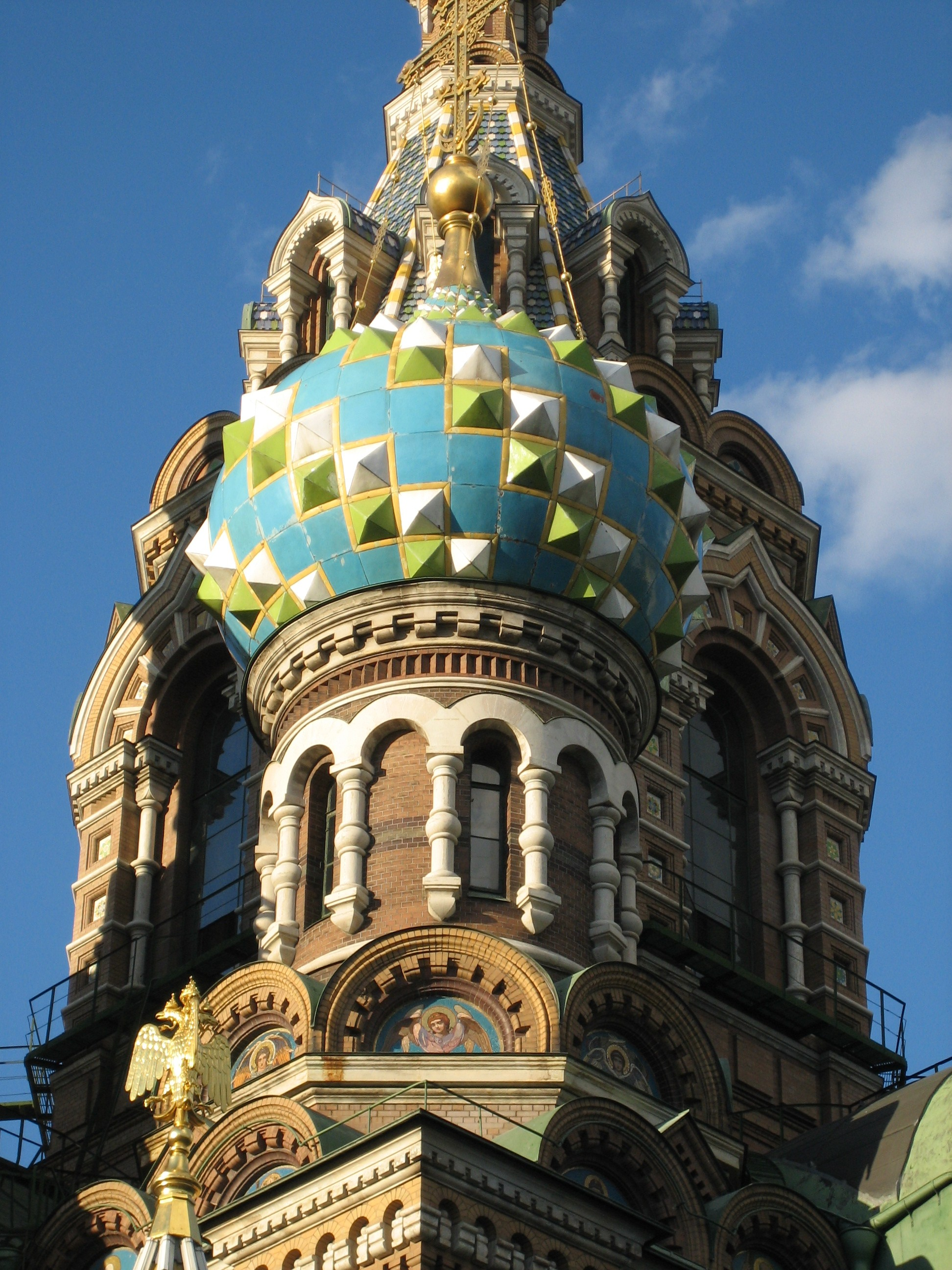
Cupola della Chiesa del Salvatore sul Sangue Versato di San Pietroburgo
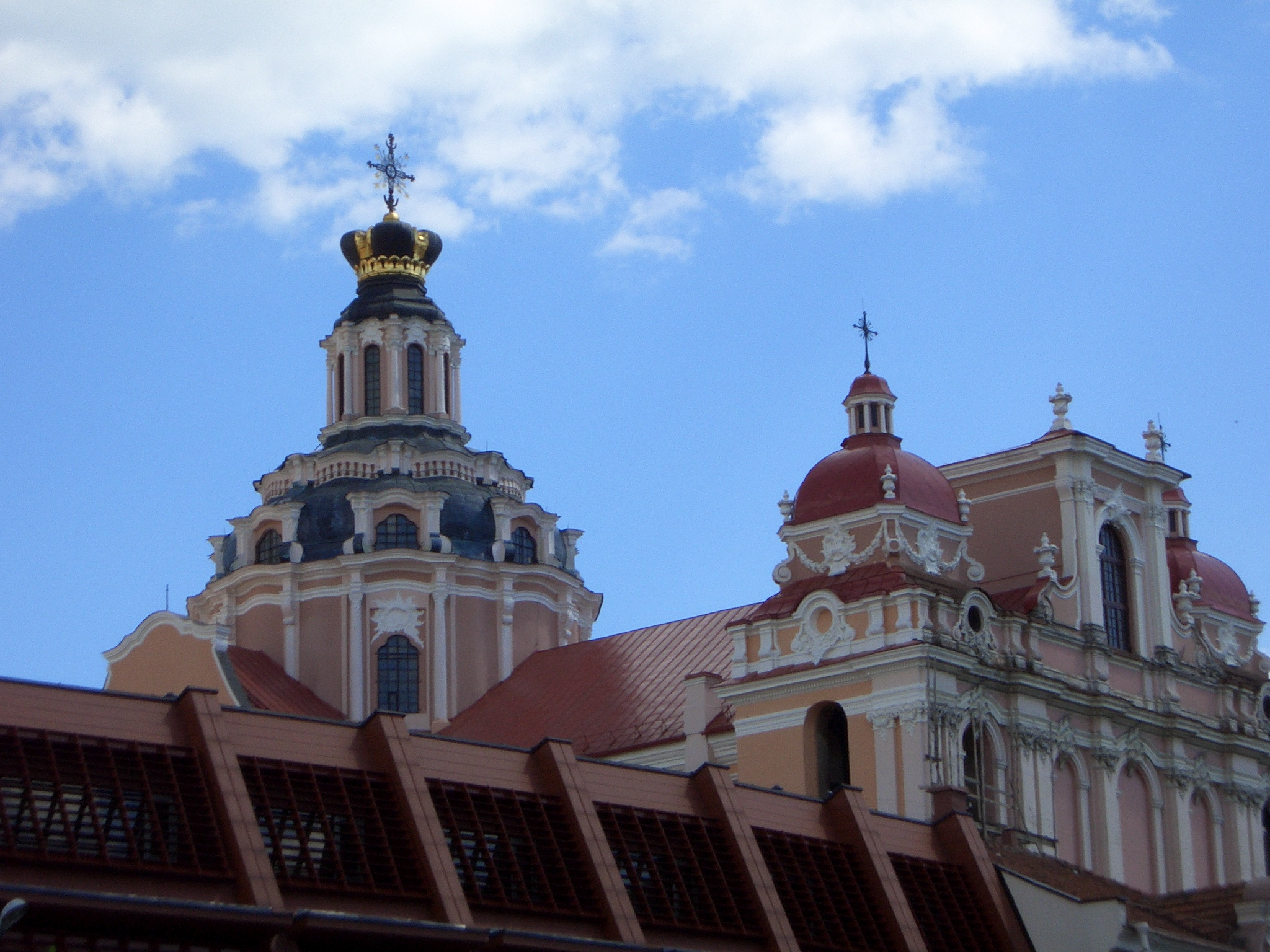
Cupola della Chiesa di San Casimiro a Vilnius, Lituania
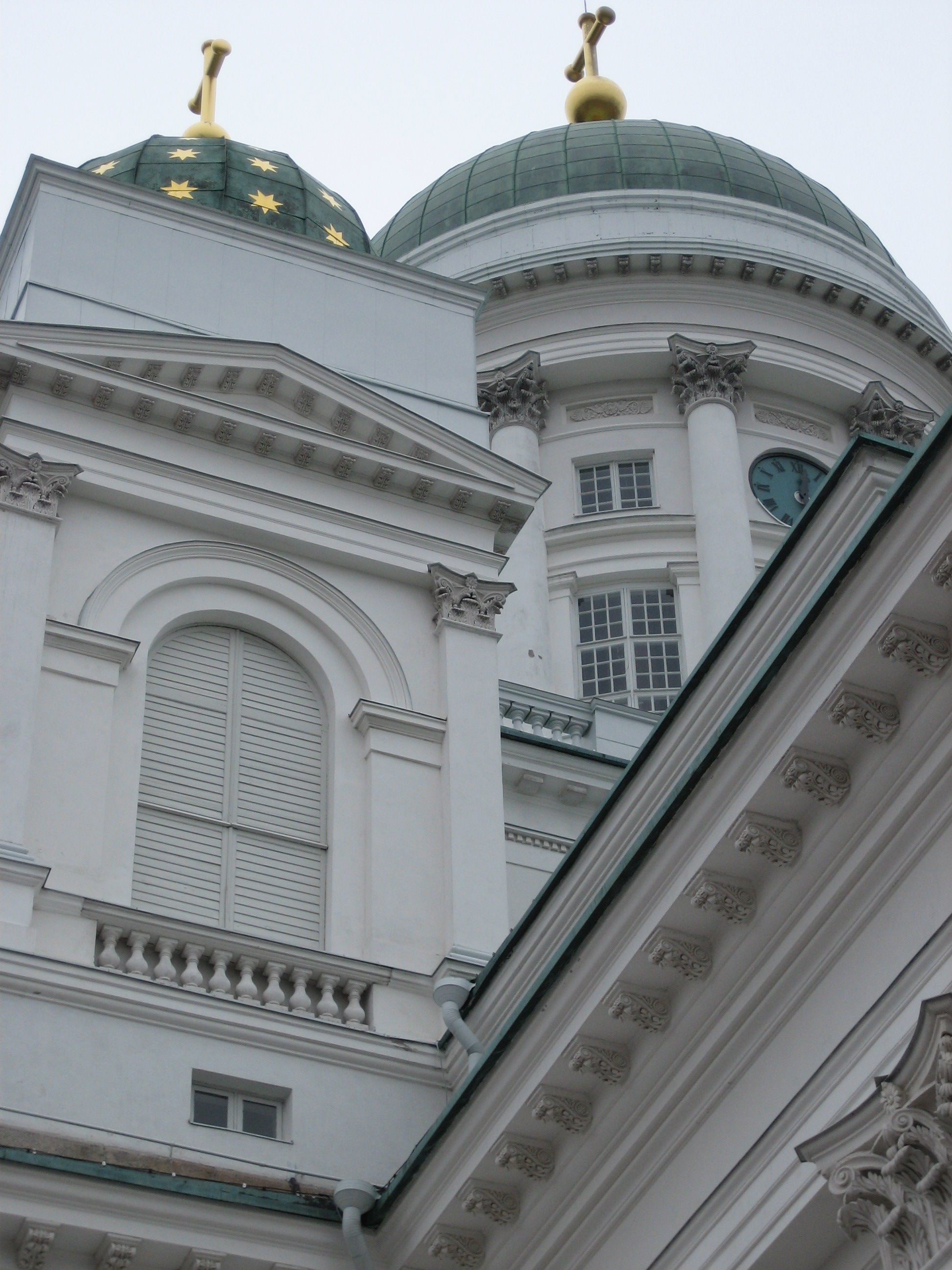
Cupola della Cattedrale di Helsinki, Finlandia
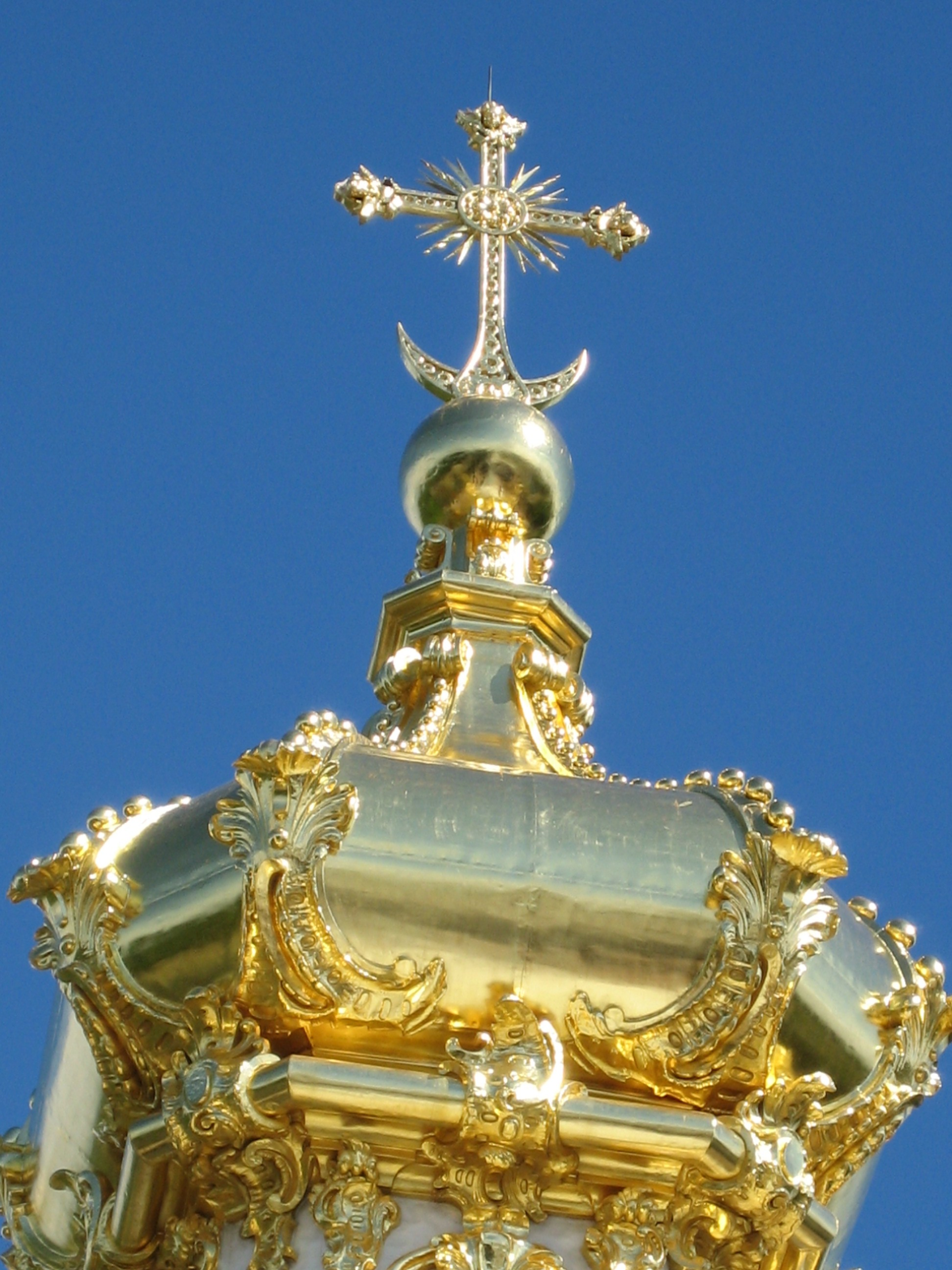
Cupola del palazzo reale di Peterhof, San Pietroburgo
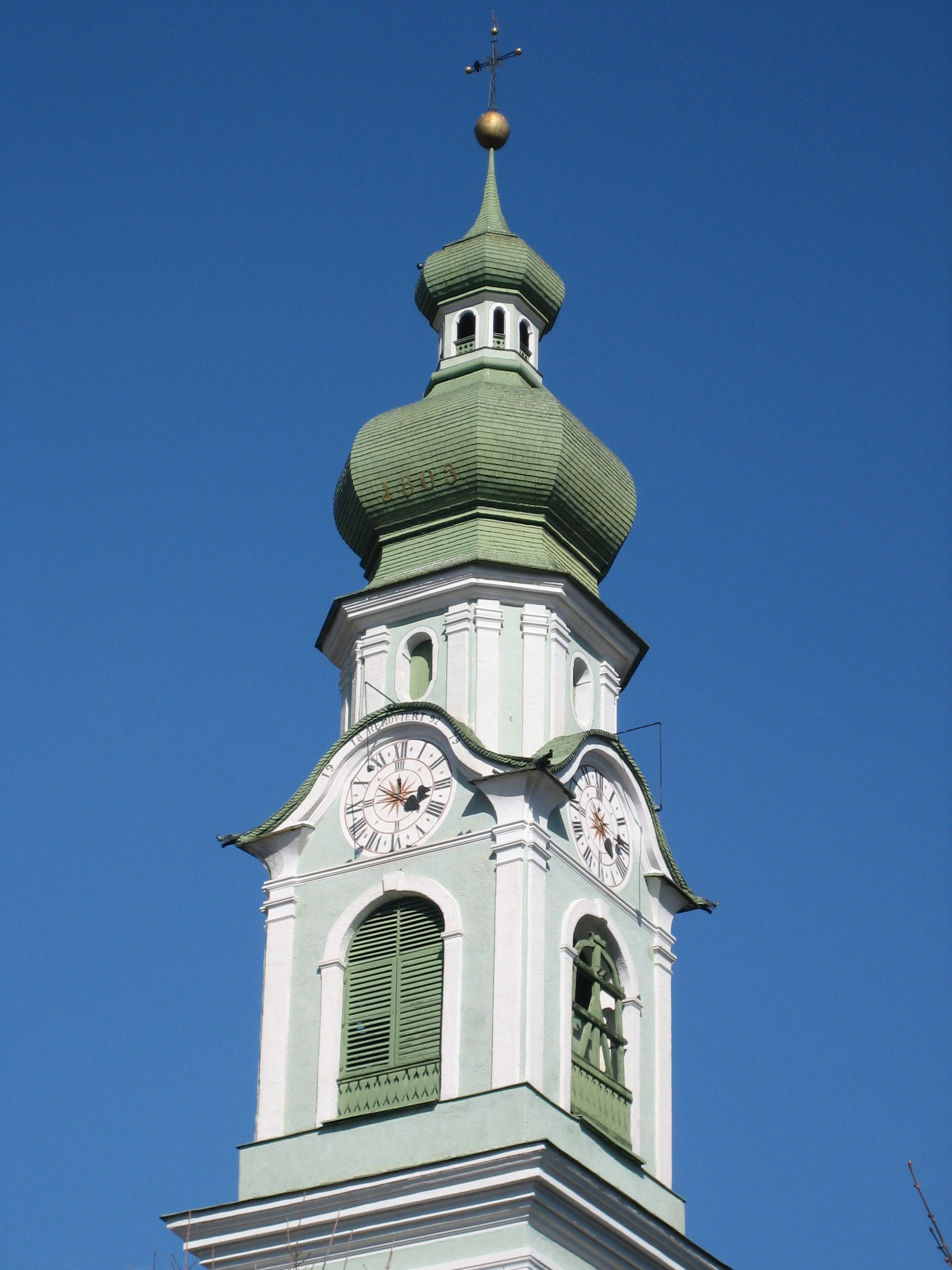
Cupola del Duomo di Dobbiaco, Alto Adige

## Elementi di una cupola
La base su cui poggia la cupola può essere fatta di muri continui oppure da archi su piedritti. Quando la base è cilindrica, l'imposta della cupola dovrà essere circolare, quando la base è prismatica, la cupola sarà del tipo della volta a padiglione.
In diversi casi la struttura di base non segue esattamente la forma della cupola, allora si rende necessario introdurre una serie di elementi di raccordo detti pennacchi o trombe. Tra la cupola vera e propria ed il perimetro di base viene a volte inserito il tamburo di forma cilindrica o prismatica nel quale sono aperte ampie finestre.
L'interno della cupola può essere inoltre illuminato da un foro posto in sommità che può essere aperto, o chiuso da lucernaio, o sormontato da una lanterna, elemento di coronamento a somiglianza di piccolo tempietto rotondo in genere finestrato.
L'intradosso (la superficie interna) di una cupola è sempre visibile, talvolta coperto da affreschi, stucchi o altre decorazioni.
La luce negli edifici a cupola può essere ottenuta anche con occhi aperti sulla superficie della calotta o con finestrelle aperte sopra la linea di imposta.

## Configurazione esterna
L'estradosso della cupola (la superficie esterna) talvolta è nascosto da un tiburio, mentre se è visibile si parla di cupola estradossata. Raramente la cupola è costituita da una semplice struttura muraria. A volte invece l'involucro esterno risulta indipendente, per ragioni plastiche o strutturali, come per ottenere nello spessore delle costole di irrigidimento, oppure per poter meglio proteggere le parti importanti della struttura architettonica dalle intemperie.
Le configurazioni architettoniche che derivano dalla separazione tra forma esterna e forma interna sono proprie delle cosiddette cupole doppie di cui è un tipico esempio Santa Maria del Fiore a Firenze.

## Statica
La cupola, essendo formata dalla rotazione di un arco è una struttura spingente e crea spinte laterali, oltre che verticali (del peso). Per ovviare a queste forze si applicano una serie di accorgimenti quali spessori, contrafforti, catene e tiranti, carichi superiori (magari con il tiburio). Nelle cupole di calcestruzzo, di fatto grandi "ciotole" artificialmente monolitiche, è cruciale la qualità del materiale e del legamento per evitare crepe e fratture che se presenti annullano il principio di bilanciamento interno delle forze.

## Tipi di cupola

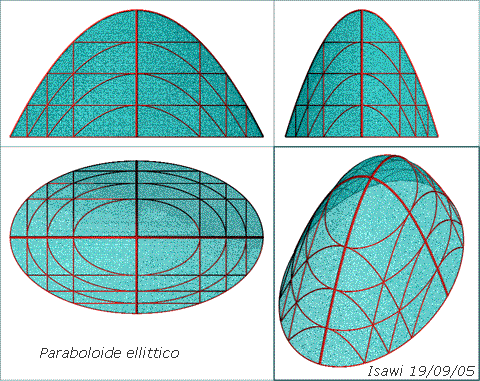
Un esempio di copertura generata da una parabola che si muove lungo una direttrice d'imposta ellittica

Dal punto di vista architettonico si può avere:
- Cupola a padiglione o volta a padiglione: a base poligonale e costituita da vele che poggiano sui lati del tamburo.
- Cupola a ombrello o a spicchi: quando è costruita a partire da un sistema di archi diametrali (quindi concentrici nella chiave di cupola)
- Cupola estradossata: cupola la cui superficie esterna sia visibile e costituisca la copertura dell'edificio stesso.
- Cupola a bulbo o a cipolla: ha un corpo rialzato e strombato e una coronazione a punta, tipica dell'architettura dell'Europa centrale e della Russia.

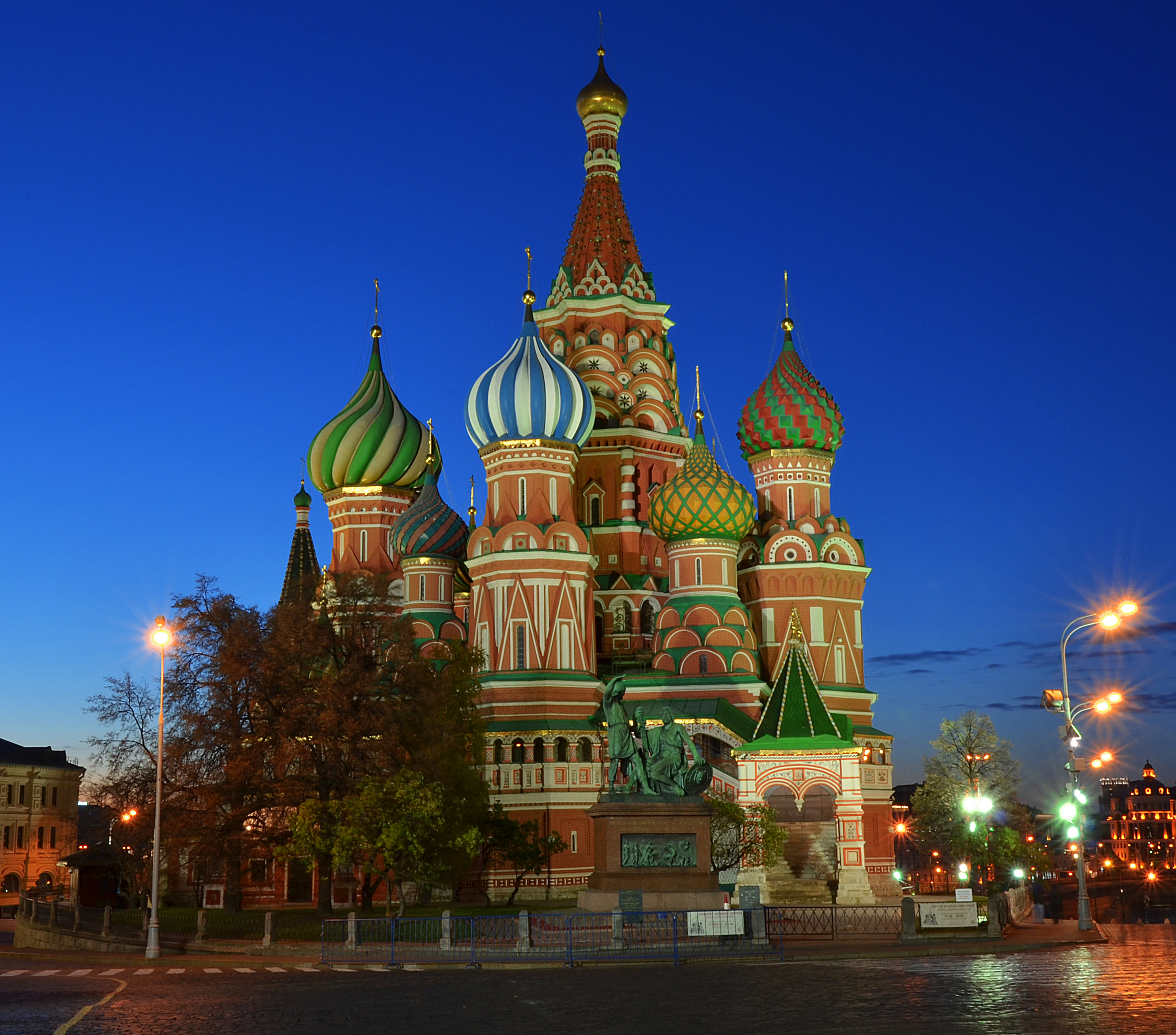
Cattedrale di San Basilio, esempio di chiesa con cupole a bulbo

- Cupola rialzata: tipica dell'architettura musulmana e indiana.
- Cupola a cipolla: come la cupola a bulbo, ma dalla base molto stretta rispetto al corpo strombato
- Cupola a cono: tipica dell'architettura della Georgia e dell'Armenia
- Cupole a grappolo: tipiche dell'architettura cristiana ortodossa
- Semicupola, conosciuta anche col nome di abside
- Semicupola a nastro, geometricamente simile alla superficie interna di un toro, costruita ruotando un quarto di cerchio attorno ad una semicirconferenza

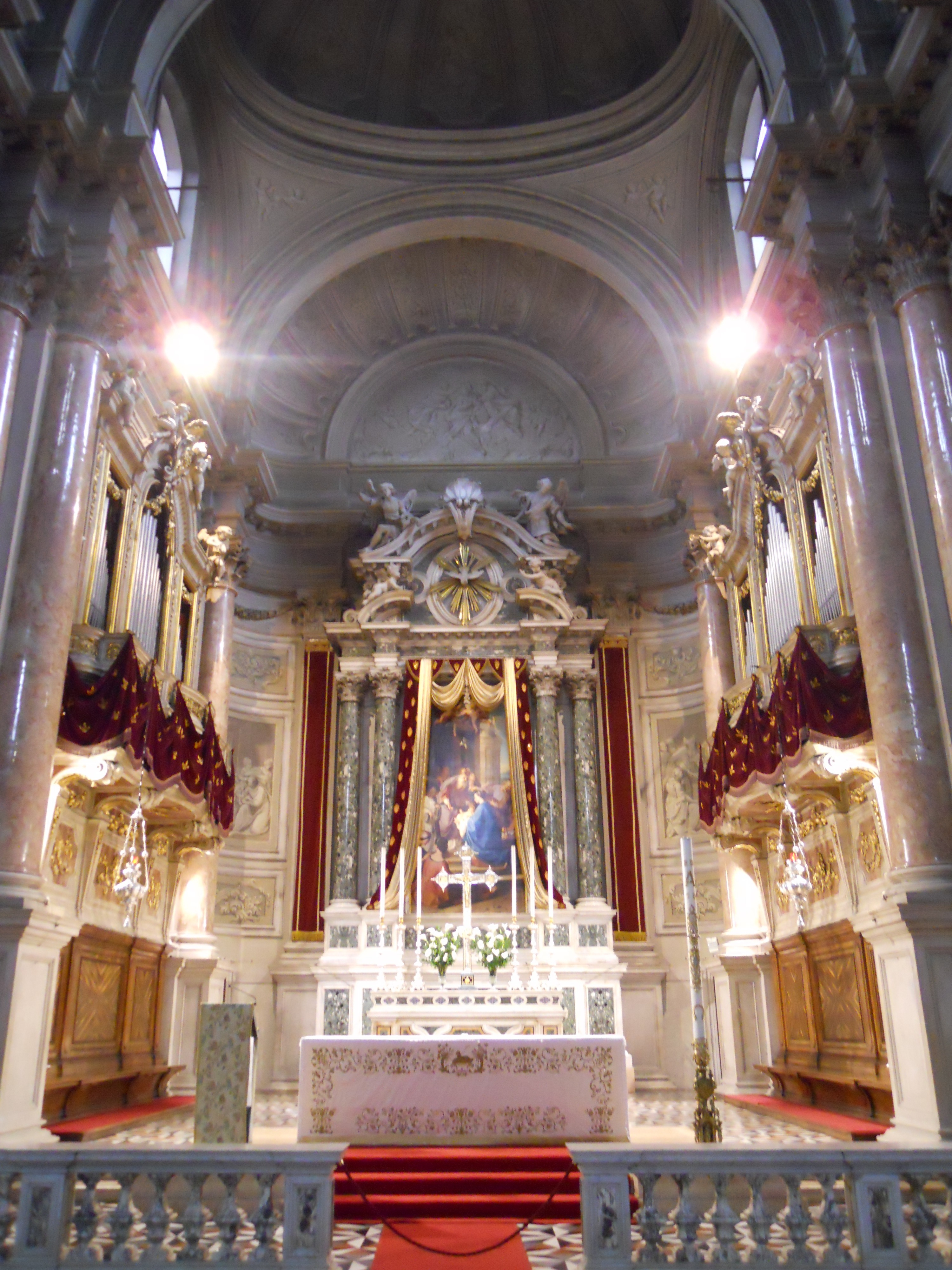
Santa Maria della Pace a Brescia, esempio di chiesa con semicupole a nastro

La cupola, come superficie viene, come di seguito, classificata secondo i tipi di coniche da cui sono formate la generatrice e la direttrice di tale superficie.
- Semisfera
- Semi ellissoide circolare
- Semi ellissoide ellittica
- Semi paraboloide circolare
- Semi paraboloide ellittico
- Semi iperboloide ad una falda circolare
- Semi iperboloide ad una falda ellittico
- Cupola geodetica